# Louis Nicolas Martin
Pour les articles homonymes, voir Louis Martin et Martin.
Louis Nicolas Martin est un homme politique français né le 17 avril 1782 à Rouen (Normandie) où il décède le 20 mars 1831.

## Biographie
Fabricant de rouenneries, il est député de la Seine-Inférieure de 1828 à 1831, siégeant dans l'opposition libérale. Signataire de l'adresse des 221, il se rallie à la Monarchie de Juillet.
Il est le père de Louis Alexandre Martin.

## Sources
- « Louis Nicolas Martin », dans Adolphe Robert et Gaston Cougny, Dictionnaire des parlementaires français, Edgar Bourloton, 1889-1891 [détail de l’édition]